# Odjazdowy Bibliotekarz

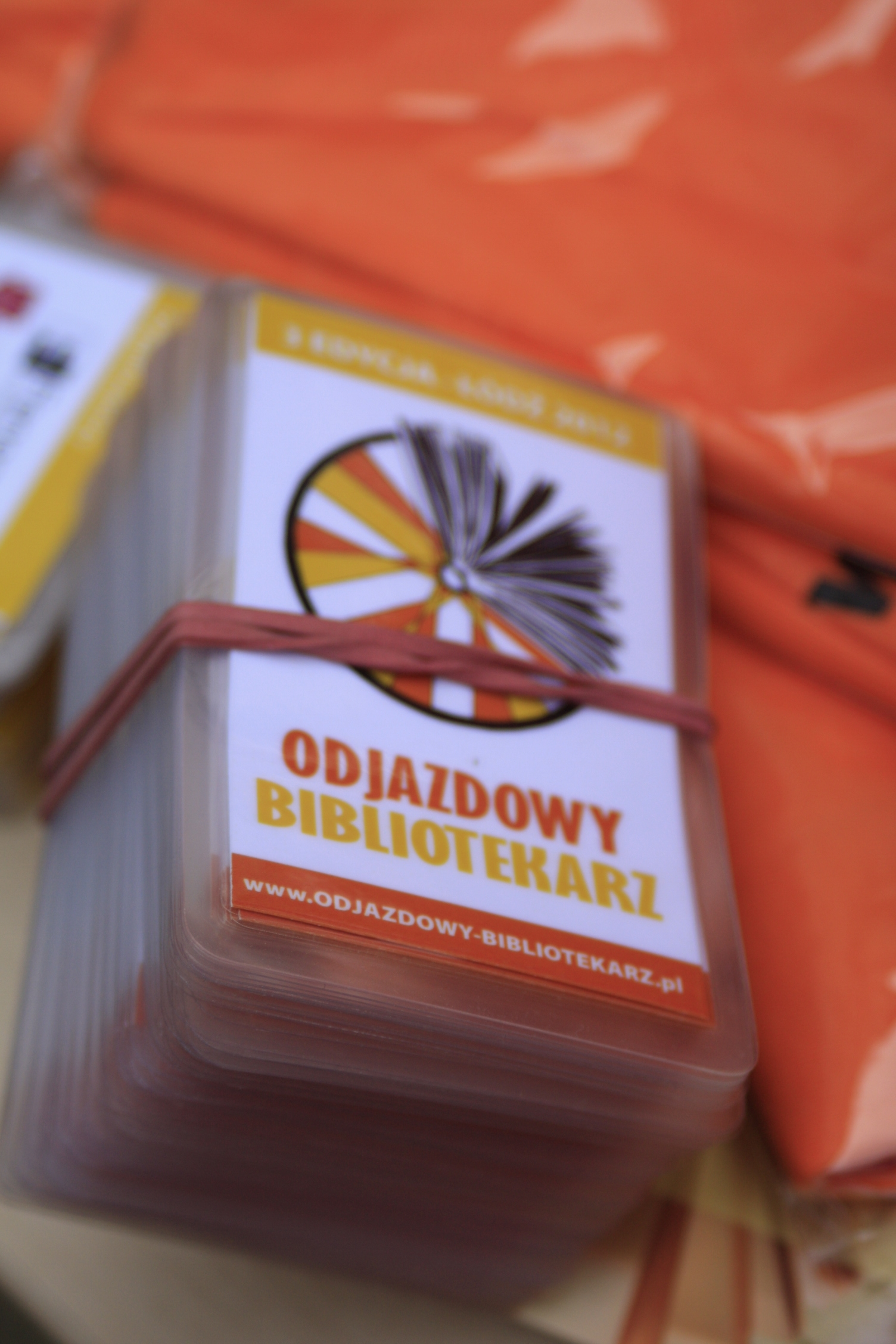
Szprychówki z logo „Odjazdowego bibliotekarza”

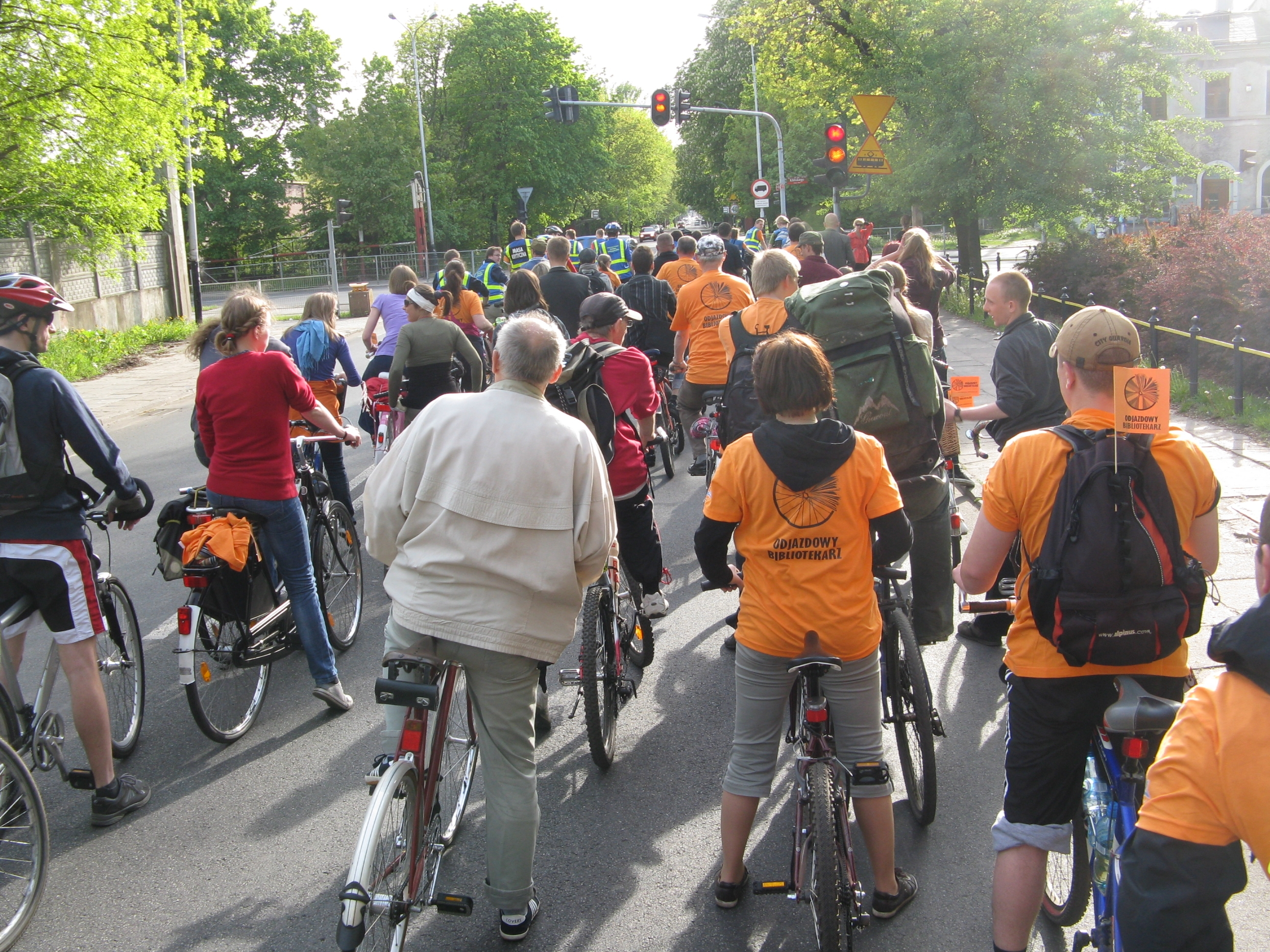
„Odjazdowy Bibliotekarz”, Łódź 8 maja 2011

Odjazdowy Bibliotekarz – rajd rowerowy dla bibliotekarzy i miłośników książek, organizowany w Dniu Bibliotekarza, 8 maja lub w innych terminach podczas trwania Tygodnia Bibliotek. Akcję zainicjowała łódzka bibliotekarka Paulina Milewska. Aktualnie koordynatorem rajdu jest Fundacja Normalne Miasto – Fenomen.
Organizatorami akcji są biblioteki różnych typów współpracujące z organizacjami non-profit, lokalnymi władzami i wolontariuszami. Trasy rajdów biegną zwykle „szlakiem bibliotecznym” – uczestnicy mijają są po drodze biblioteki, antykwariaty, księgarnie i inne instytucje czy miejsca związane ze słowem pisanym. Odjazdowemu Bibliotekarzowi może towarzyszyć bookcrossing, a także inne wydarzenia (np. losowanie nagród, znakowanie rowerów, piknik, ognisko). Akcja ma charakter otwarty. Odjazdowy Bibliotekarz ma swoje logo, a tradycją stała się jazda w pomarańczowych koszulkach.

## Cele akcji
- integracja środowiska bibliotekarskiego,
- walka ze stereotypowym postrzeganiem bibliotekarza, kreowanie pozytywnego wizerunku zawodu,
- promowanie bibliotek i czytelnictwa,
- integracja społeczności lokalnych,
- propagowanie roweru jako środka lokomocji[3].

## Historia
Pierwsza edycja rajdu odbyła się w Łodzi w 2010 roku przy współpracy z Fundacją Normalne Miasto – Fenomen (organizatorem Łódzkiej Masy Krytycznej), udział w niej wzięło ok. 90 osób. Od następnego roku akcja zyskała popularność w Polsce, a imprez zaczęło przybywać.
| Rok  | Liczba imprez (miejscowości) | Liczba uczestników |
| ---- | ---------------------------- | ------------------ |
| 2010 | 1                            | 90                 |
| 2011 | 19                           | 738                |
| 2012 | 97                           | 3345               |
| 2013 | 201                          | 8322               |
| 2014 | 241                          | 10777              |
| 2016 | 227                          | 10795              |
| 2017 | 202                          | 9855               |
| 2018 | 177                          | 8876               |

Jesienią 2012 akcja przekroczyła granice Polski. 27 września w Tarnopolu na Ukrainie zorganizowano rajd „Бібліотечний велопробіг”, w którym udział wzięło 20 osób.
W 2013 uruchomiono międzynarodową mutację akcji – „Bicycool Library”. W pierwszym roku edycji międzynarodowej zorganizowano co najmniej 8 rajdów, 4 w Nepalu, 2 w USA, po 1 w Rumunii i na Ukrainie.